# Sandra Knoll

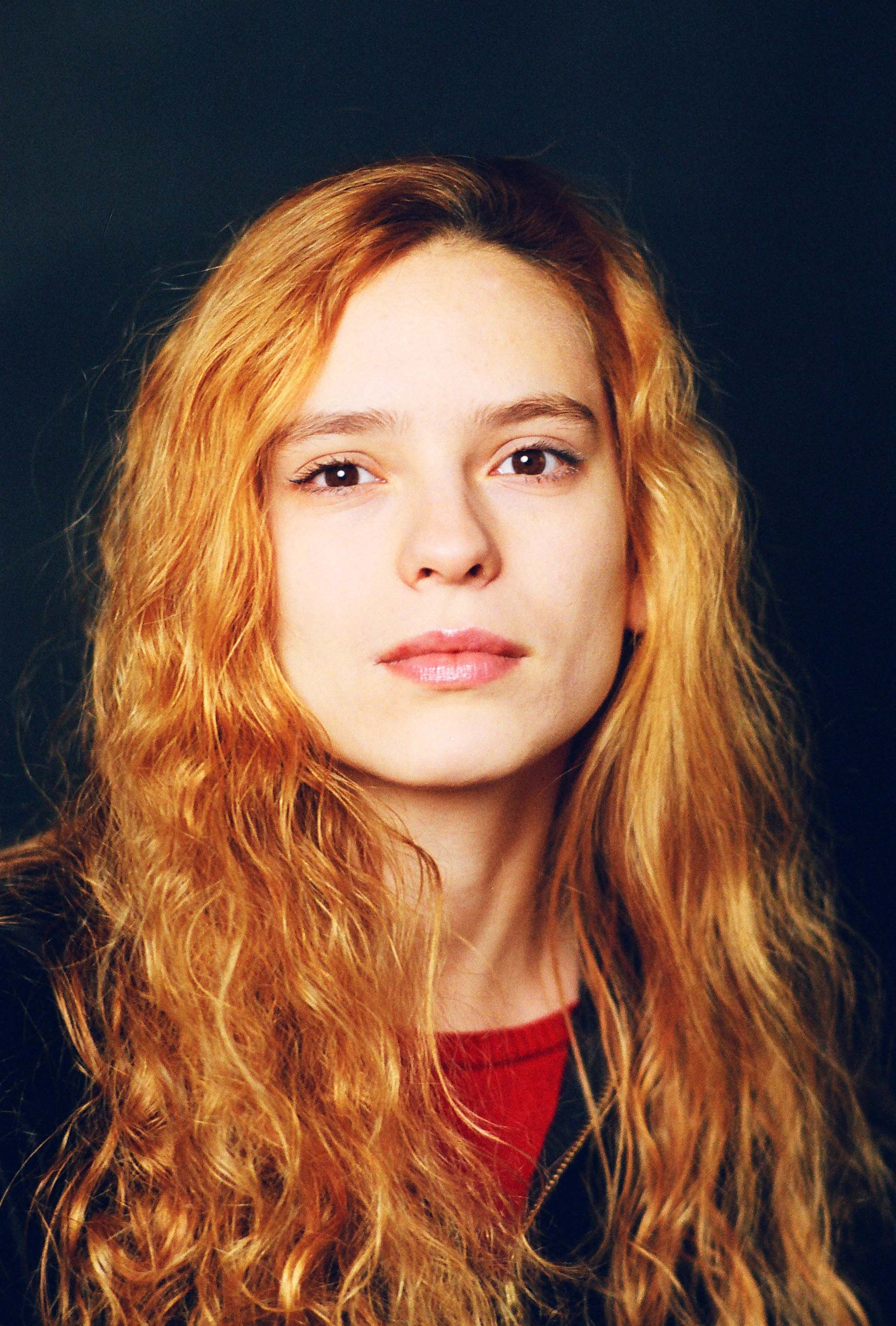
Sandra Knoll (2010)

Sandra Knoll (* 6. Juli 1981 in Wien) ist eine österreichische Schauspielerin.

## Leben
Sandra Knoll wurde als erste Tochter von Marija Knoll und Alfred C. Knoll-Harsanyi am 6. Juli 1981 in der Semmelweis-Frauenklinik in Wien geboren. Sie hat noch zwei jüngere Schwestern (Elisabeth Knoll und Monika Knoll). Im Jahr 1983 zog die Familie in den 22. Wiener Gemeindebezirk. Hier besuchte Sandra die Volksschule in der Bertha von Suttner-Gasse und anschließend die Mittelschule in der Anton Sattler-Gasse.
Sandra Knoll, selbst aus keiner Schauspielerfamilie stammend, kam durch ein gemeinsam erarbeitetes Theaterstück in der Volksschule zum ersten Mal mit der Schauspielerei in Berührung. Sie trat in der Mittelschule der Theatergruppe bei und konnte in verschiedenen Theaterstücken, darunter im Juni 1995 im Stück "Die Konferenz der Tiere" von Erich Kästner, ihr Talent unter Beweis stellen.
Von 1996 bis 2000 besuchte Sandra Knoll den humanistischen Zweig des Oberstufenrealgymnasiums Hegelgasse im 1. Wiener Gemeindebezirk, wo sie auch maturierte. Bereits im ersten Schuljahr schloss sie sich der Theatergruppe der Schule an und spielte in "Frühlingserwachen" von Frank Wedekind die Wendla Bergman, in "Die Unterrichtsstunde" von Eugène Ionesco die Schülerin und im "Faust" von J.W. Goethe das Gretchen. Während dieser Zeit festigte sie den Wunsch, Schauspielerin zu werden.
Ihre Ausbildung zur Schauspielerin erhielt Sandra Knoll nicht nur am Franz Schubert Konservatorium, vielmehr nahm sie während dieser Zeit zusätzlich Privatunterricht unter anderem bei Noemi Fischer und vertiefte ihre Fertigkeiten in Atem- und Stimmführung, sprachinszenatorischer Textanalyse sowie Chorarbeit und ekstatischen Theaterformen. Bereits während ihrer Ausbildung wirkte Sandra Knoll ab 2000 in verschiedenen Produktionen des Theater Wozeks mit und wurde ab 2003 von Emmy Werner für mehrere Produktionen ans Volkstheater in Wien geholt.
Im Jahr 2004 erlangte Sandra Knoll die Bühnenreife.

## Theater
- 2000–2002: Produktionen bei Theater Wozek, Regie: Karl Wozek
- 2003: Don Juan kommt aus dem Krieg (Ödön von Horváth), Volkstheater Wien, Regie: Emmy Werner, 2. Tochter[2]
- 2003: Ein Sommernachtstraum (William Shakespeare), Sommerfestspiele Rosenburg, Regie: Andrea Janauschek, Hermia[3]
- 2004: Das Konzert (Hermann Bahr), Volkstheater Wien, Regie: Emmy Werner, Fanny Mell[4]
- 2004: Rosenkranz und Güldenstern sind tot (Tom Stoppart), Bregenzer Festspiele, Regie: Christian Himmelbauer, Ophelia
- 2004: Wackelkontakt (Helmut Schwarz), Volkstheater Außenbezirke, Regie: Dr. Michael Preissler, Leila[5]
- 2004: Die drei Schwestern (Anton Tschechow), Drachengasse, Regie: Nicole Delekart, Hospitanz
- 2005: Prozession zu Ehren des heiligen Konsumarius, Mariahilfer Straße, Regie: Hans Escher, Anhängerin des heiligen Konsumarius
- 2005: Unter Berücksichtigung der Langstreckenflugkörper für den Weltfrieden, Die Theater Künstlerhaus: Hagnot Elischka, Sprechchor
- 2005: Lesung im Volkstheater im Rahmen der französischen Literaturfestspiele, Assia in Familienporträt (Denise Bonal)
- 2006: Europatournee unter Wax Factory New York, Regie: Ivan Taliancic/Jill Samuels, Wolfsfrau
- 2007: 151 Meter über dem Meer, Wiener Festwochen, Regie: Björn Auftrag und Stefanie Lorey[6]
- 2008: Das Veilchen, Gloriatheater, Regie: Elfriede Ott, Frl. Markus[7]
- 2008: The Future Of Death, Performanceadaption aus London für das Wuk, Regie Anton Mirto & Alit Kreiz
- 2008: Alles Liebe, Drachengasse, Schowcase „Ein Lob den dummen Frauen“, Regie Katharina Schwarz, Lillmarie
- 2009: Wir leben die Utopie, Drachengasse, Schowcase, Eigenproduktion zusammen mit Alexe Schmid und Kari Rakkola, Regie: Kari Rakkola
- 2009: Kleiner Mann - was nun?, Spielraum, Regie: Gerhard Werdeker, Lämmchen[8]
- 2009: Im Spiel der Sommerlüfte, Reichenau Thalhof, Regie: Helga David, Gusti
- 2010: Performance mit A2 and it went everywhere, WUK, Regie: Alit Kreiz & Anton Mirto
- 2010: Schauspiel, Konzept/Idee, Produktionsmanagement, Co-Regie für die  Eigenproduktion „Wir leben die Utopie“, Spielraum, Regie: Kari Rakkola, Gastspiel in Alexandria
- 2011: Der Geizige (Jean Baptiste Molière), Theater Scala, Regie: Marcus Ganser, Elise[9]
- 2011: Lusthaus - Nestroy's Mädlerie (Johann N. Nestroy), Theater Scala und Stadttheater Mödling, Regie: Bruno Max, Kathi[10][11]
- 2011: Das Süße Mädel, Reichenau Thalhof, Regie: Helga David, Fritzi[12][13]

## Filmografie
- 2002: Benjamins Party, Kurzfilm, Regie Stefan Kreuzer, Partygast
- 2002: Mein erster Geburtstag, Kurzfilm, Filmschule, Junge Mutter
- 2003: Pantomime, Kurzfilm, Filmschule, Engel
- 2004: Begegnung am Abend, Kurzfilm, Filmakademie, Klavierstudentin
- 2004: Mein Mörder, Vegafilm, Regie: Elisabeth Scharang, Studentin
- 2006: Muttis Liebling, Teamfilm, Regie: Xaver Schwarzenberger, Verkäuferin
- 2008: Schottentor, Nanook Film, Regie Kaspar Pfaundler, Manuela
- 2009: Drei Schwestern, Kurzfilm, Akademie der Bildenden Künste, Irina
- 2009: Der Aufschneider, Dor Film, Regie: David Schalko, Krankenschwester
- 2010: Hinter der Nacht, Kurzfilm, Regie: Nina Havlicek, Hauptrolle